# Lick (Mondkrater)

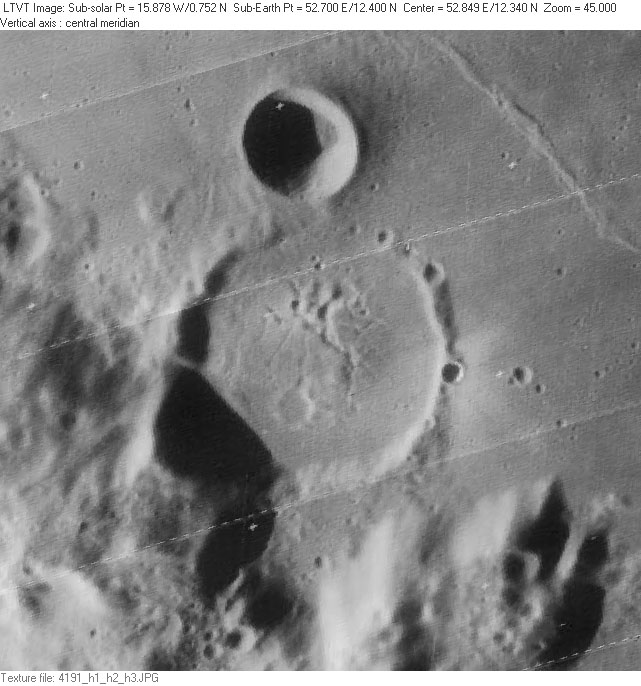
Aufnahme von Lick

Lick ist ein Einschlagkrater am Ostrand der Mondvorderseite, am südwestlichen Rand des Mare Crisium, südwestlich des Kraters Picard und unmittelbar südlich des kleineren, aber auffälligeren Greaves.
Der Krater ist bis auf den Wallrand von den Marelaven fast ganz überflutet.
| Buchstabe | Position             | Durchmesser          | Link                 |
| --------- | -------------------- | -------------------- | -------------------- |
| A         | 11,5° N, 52,79° O    | 25 km                |                      |
| B         | 11,09° N, 51,34° O   | 21 km                |                      |
| C         | 11,41° N, 51,82° O   | 8 km                 |                      |
| D         | Umbenannt in Greaves | Umbenannt in Greaves | Umbenannt in Greaves |
| E         | 10,61° N, 50,63° O   | 8 km                 |                      |
| F         | 10° N, 50,02° O      | 24 km                |                      |
| G         | 10,05° N, 50,9° O    | 5 km                 |                      |
| K         | 10,14° N, 52,77° O   | 5 km                 |                      |
| L         | 8,71° N, 49,07° O    | 6 km                 |                      |
| N         | 9,64° N, 47,89° O    | 24 km                |                      |

Der Krater wurde 1935 von der IAU nach dem US-amerikanischen Wissenschaftsmäzen James Lick offiziell benannt.